# Антоније I Цариградски
Антоније I Цариградски, познат и као Антоније Касимата (грч. Αντωνιος Α Κασσιματης) је био иконоборачки цариградски патријарх у периоду од (јануар 821 - јануар 837).
Антоније, судећи по његовом надимку (грч. κασσυμα - каиш сандала), је био син обућара. Ипак стекао је добро образовање на високим школама у Цариграду. Након студија се замонашио и убрзо постао старешина манастира. 814. године је био рукоположен у епископа града Силеи у Малој Азији. 814. године се придружио иконоборачком покрету цара Лава V Јерменина, заједно са монахом Јованом (касније патријарх Јован VII), са којим је заједнички направио компилацију библијских и светоотачких текстова против поштовања икона. 815. године Антоније је учествовао у сабору, који је обновио иконоборство, након чега га је патријарх Нићифор I Цариградски на Сабору 270 епископа анатемисао.
Антонија је поставио за патријарха цариградског цар Михаило II Аморијац у јануару 821. године. Избор Антонија за патријарха није био призната од стране православних епископа. Цар Михаило II, тражећи компромис са иконопоштоватељима, није их отворено прогонио, али је иконоборачка доктрина остала доминантна.
Антонија је умро почетком 837. године.
Након обнове поштовање икона у Византији и анатемисања иконобораца на Седмом васељенском сабору 843. године Антонијево служење у чину патријарха сматра се неважећим у Православној Цркви.